# Submarine (EP)
Submarine è il primo EP da solista del cantautore britannico Alex Turner, colonna sonora del film omonimo. È stato messo in vendita il 18 Marzo 2011 nel Regno Unito.

## Tracce
Testi e musiche di Alex Turner.
1. Stuck on the puzzle (intro) – 0:53
2. Hiding tonight – 3:06
3. Glass in the park – 3:59
4. It's hard to get around the wind – 4:07
5. Stuck on the puzzle – 3:31
6. Piledriver waltz – 3:25

## Curiosità
- La sesta traccia, ossia Piledriver waltz, dopo essere stata registrata con il resto della band, è stata inserita anche in Suck it and See, il quarto album degli Arctic Monkeys, band di cui Alex Turner è il frontman e chitarrista.